# Bisolfito di calcio
Il bisolfito di calcio, o idrogenosolfito di calcio, è un composto chimico inorganico con formula Ca(HSO3)2. Rappresenta il sale di calcio dello ione bisolfito. A temperatura ambiente si presenta come una polvere bianca inodore.

## Proprietà chimiche
In presenza di acidi reagisce formando acido solforoso, e in soluzione acquosa si comporta esso stesso come acido. È un debole agente riducente, come l'anidride solforosa, i solfiti e qualsiasi composto che abbia lo zolfo in stato di ossidazione +4.

## Produzione
Il bisolfito di calcio può essere facilmente sintetizzato facendo reagire il carbonato di calcio con un eccesso di acido solforoso, nella seguente reazione:
{\displaystyle \mathrm {CaCO_{3}+2\ H_{2}SO_{3}\rightarrow Ca(HSO_{3})_{2}+H_{2}O+CO_{2}} }

## Uso industriale

### Come additivo alimentare
Il bisolfito di calcio trova impiego come conservante nell'industria alimentare, sotto la denominazione E227. È adoperato come conservante nella produzione della birra e per aumentare la stabilità delle verdure in scatola. È inoltre usato come agente anticloro e come agente chiarificante in alcune bevande. La sua DGA è di 0,7 mg per kg di peso corporeo. Non sembra presentare effetti negativi sulla salute, essendo escreto nell'urina dopo l'assunzione.

### Nella produzione della carta
Nella fabbricazione della carta, viene comunemente sfruttata la proprietà del bisolfito di calcio di liberare ioni Ca2+, che reagiscono con la lignina rendendola solubile in acqua.